# 全米天文学大学連合
全米天文学大学連合 (Association of Universities for Research in Astronomy, AURA )は、天文観測施設や望遠鏡を運用するアメリカ合衆国の大学および研究機関の連合体である。最先端の観測装置を用いて天文学研究を大きく前進させることをミッションステートメントにうたっている。
AURAは、アメリカ国立科学財団によって1957年10月10日に設立された。設立当初のメンバーはアメリカの7大学（カリフォルニア大学、シカゴ大学、ハーバード大学、インディアナ大学、ミシガン大学、オハイオ州立大学、ウィスコンシン大学）であった。最初の学長会議は、ミシガン州アナーバーで開催された。現在AURAには全米から39の組織に加え、7つの国際メンバーが加盟している。
AURAは、当初は口径1～4メートルの小規模な地上望遠鏡を運用し、可視光・赤外線観測能力を天文学者に供することを目的としていた。その後、太陽観測やジェミニ天文台8m望遠鏡の運用にも乗り出しており、WIYN（ウィスコンシン・イリノイ・イェール・米国立光学天文台）望遠鏡やSOAR 望遠鏡の運用にも協力している。1980年代には、紫外線から赤外線までを観測することのできるハッブル宇宙望遠鏡を運用する宇宙望遠鏡科学研究所の管理運営を開始した。AURAは、次世代宇宙望遠鏡であるジェイムズ・ウェッブ宇宙望遠鏡によってさらに赤外線観測能力を高めていこうとしている。
AURAは、いくつかの重要な観測施設の運用を行っている。これらはAURAセンターと呼ばれ、その中にはNSF国立光赤外線天文学研究所、アメリカ国立光学天文台、アメリカ国立太陽天文台、宇宙望遠鏡科学研究所が含まれる。

## AURAセンター
- NSF国立光赤外線天文学研究所(NSF's NOIRLab) - NOIRLabは、ニューメキシコ州キットピークにあるキットピーク国立天文台、ハワイとチリにある口径8m望遠鏡を擁するジェミニ天文台、チリにあるセロ・トロロ汎米天文台、およびチリで建設中のNSFヴェラ・C/ルービン天文台の運用を担っている。
- アメリカ国立太陽天文台(NSO)- AURAは、ニューメキシコ州サクラメントピーク及びキットピークにある太陽観測施設からなるNSOを運用している。
- 宇宙望遠鏡科学研究所(STScI)- AURAは、アメリカ航空宇宙局のハッブル宇宙望遠鏡を使った科学ミッションおよびジェイムズ・ウェッブ宇宙望遠鏡の開発を行うSTScIを運用している。

## 総裁
総裁:Matt Mountain博士
Mountain博士は、2015年3月1日付でAURAの総裁となった。  総裁は最高執行責任者として、AURAを代表する。総裁はAURAの最高幹部として所長会議の構成員となり、方針決定においてリーダーシップを発揮するとともに所長会議をはじめとする様々な活動を調整する。また総裁はAURA構成組織が良好な関係の下で効果的に協力を継続することに責任を負う。

## AURA所長会議
所長会議は年に4回行われ、AURAの方針決定、予算承認、管理委員会メンバーの選出、総裁や各センター長などの任命にあたる。所長会議はAURAの効果的な管理運営と目標達成に責任を負う。
- 現在の所長会議構成員

## 構成組織
現在、39の米国国内組織と7の国際メンバーからAURAは構成されている。各構成組織のトップはAURAの運営に協力する代表者となる。
- AURA構成組織

## 名誉
小惑星第19912番 Aurapenentaは、AURAの50周年を記念して2007年6月1日に命名された。†

## 参考
1. ↑  “AURA Announces Selection of New AURA President”. AURA News. (2014年11月24日) 2015年9月26日閲覧。

## 文献
- Frank K. Edmondson. AURA and Its US National Observatories. — Cambridge University Press, 1997. — 367 p. — ISBN 9780521553452, 0521553458.